# Majaksingi
Majaksingi is een bestuurslaag in het regentschap Magelang van de provincie Midden-Java, Indonesië. Majaksingi telt 2542 inwoners (volkstelling 2010).